# FBI MoneyPak
El FBI MoneyPak, también conocido como Reveton Ransomware, es un ransomware. Comienza con la pretensión de ser la Oficina Federal de Investigaciones (FBI) de Estados Unidos y que han bloqueado la computadora o el teléfono inteligente debido a "actividades ilegales" y exige un pago de rescate a través de las tarjetas GreenDot MoneyPak para liberar el dispositivo.

## Operación
El ransomware a menudo se descarga accidentalmente al visitar algún sitio web corrupto, ejecutando una aplicación con un código JavaScript modificado. El virus comienza con una pantalla de bienvenida que contiene el logotipo oficial del FBI con una advertencia de que la computadora ha sido bloqueada. Dependiendo de la versión, la razón dada es por presuntas violaciones de derechos de autor o por supuestos delitos de pornografía infantil. También mostrará la supuesta dirección IP y, a veces, una imagen fija de la cámara web del usuario. El virus luego exige entre US$100 y US$400 pagados a través de tarjetas prepagas de MoneyPak para liberar la computadora. Si no se realiza el pago, alega que abrirá una investigación criminal sobre el propietario. El virus crea un bucle de iframe que impide que el usuario salga del navegador o sitio web. El virus se instalará en el dispositivo infectado, por lo que aún debe eliminarse del dispositivo.

## Reacción
En 2012, el FBI publicó consejos relacionados con el virus MoneyPak del FBI, diciéndole a la gente que no pagara el rescate ya que no era del FBI oficial y confirmó que no era el verdadero FBI quien había bloqueado las computadoras. También declararon que los usuarios deben pasar por firmas de seguridad de PC autorizadas para eliminar el ransomware o informar al IC3 - Centro de Quejas de Delitos en Internet. En 2018, el FBI anunció que, trabajando con la Agencia Nacional del Crimen (NCA) del Reino Unido, habían arrestado a varias personas que distribuían el malware en los Estados Unidos y que la NCA había arrestado al creador del virus en el Reino Unido. 
Algunas personas habían sido engañadas al pensar que el virus era una advertencia legítima del FBI. Un hombre se quejó de que el FBI bloqueó su teléfono por pornografía infantil atribuida al virus; Sin embargo, había admitido que sí tenía pornografía infantil y fue arrestado por la policía.